# Liste der Brücken in Berlin/S

## Liste
Erläuterung
- (Musterbrücke) = in Klammern gesetzt: namenlose Brücken.
- Musterbrücke = kursiv gesetzt: ehemalige Brücken. (Siehe ausführlich: Aufbau der Listen)

| Fotografie | Name der Brücke                                          | Ortsteil                             | Anmerkungen | Lage                                   |
| --- | -------------------------------------------------------- | ------------------------------------ | --- | -------------------------------------- |
| | Saatwinkler Steg                                         | Haselhorst                           | Der Saatwinkler Steg ist eine 1990 gebaute Fußgängerbrücke über den Hohenzollernkanal zur Verbindung von Kleingartenanlagen mit einem Erholungsgebiet. Ein doppelter Stahlrohr-Spannbogen und eine durchlaufende abgehängte Gehbahn sind auf Bodenwiderlagern angeordnet. Auf beiden Uferseiten sind die Widerlager auf Schrägpfählen gegründet und unterirdisch durch Spundwände umschlossen. Der Entwurf stammt von der Abteilung Brückenbau des Senats von Berlin, die Ausführung erfolgte durch die Tiefbaufirma Aug. Prien GmbH & Co. und die Stahlbaufirma Krupp Stahlbau Berlin GmbH. Das Bauwerk kostete 4,0 Mio. DM (~ 1,55 Mio. Euro). Der Steg ist 94,80 m lang, 7,30 m breit (Gehbahnbreite 3,10 m), hat eine Bauhöhe von 0,54 m im Bereich der Gehbahn sowie eine Brückenfläche von 690,00 m². | Karten                                 |
| | Sachsendammsteg                                          | Schöneberg                           | Der Sachsendammsteg ist eine moderne Fußgängerbrücke parallel zu den Bahnbrücken über den Sachsendamm und die Bundesautobahn 100. Er wurde 1993–1995 nach Entwürfen der Architekten Jux & Partner (Darmstadt/Potsdam) und des Ingenieurbüros Bung (Berlin) durch die Firma Philipp Holzmann ausgeführt. Zwei 61,9 Meter lange Stahlbetonträger sind auf sechs Betonmittelstützen gelagert, an ihren Enden befinden sich Treppen und Rampen. Die durchgezogenen Stützen bilden oberhalb der Gehbahn hoch aufragende Beleuchtungsmasten mit Auslegern. Die Stützen haben ungleichmäßige Abstände, die aus den überbrückten Verkehrswegen resultieren: 19,5 / 22,5 / 18,1 / 17,75 Meter. Die Breite des Bauwerks liegt zwischen 6,4 und 18,23 Meter, die Nutzbreite beträgt mindestens 4 Meter. | Karten                                 |
| | Salvador-Allende-Brücke                                  | Köpenick                             | Die Salvador-Allende-Brücke führt die Salvador-Allende-Straße in Berlin-Köpenick über die Spree. Neben der Wilhelm-Spindler-Brücke ist sie eine der meistbefahrenen und damit wichtigsten Brücken über die Spree in Köpenick. Für den Straßenverkehr stehen je zwei Fahrspuren pro Richtung zur Verfügung. Die erste 6-feldrige Stahlbetonbrücke wurde 1981 eingeweiht. Sie war etwa 138 m lang und insgesamt 30 m breit. Davon gingen beiderseits je zirka 5,50 m breite Gehbahnen ab. Der Ersatzneubau in ursprünglichen Formen wurde 2017–2022 errichtet. Er ist 129 m lang und fast 30 m breit. | Karten                                 |
| | Sandhausener Brücke                                      | Heiligensee                          | Die Sandhausener Brücke führt die Sandhausener Straße über eine schmale Wasserverbindung zwischen der Havel und dem Heiligensee im Norden von Berlin. Die Brücke wurde 1909 erbaut. | Karten                                 |
| | Sandkrugbrücke                                           | Mitte/Moabit                         | Die Sandkrugbrücke über den Berlin-Spandauer Schifffahrtskanal führt die Invalidenstraße über die ehemalige Grenze zwischen Ost- und West-Berlin zum Hauptbahnhof Berlin. | Karten                                 |
| |                                                          | Mitte                                | Auf Altberliner Stadtkarten ist nordwestlich des Mühlendamms im Zuge der Scharrenstraße zum Molkenmarkt eine schmale Brücke über den nördlichen Spreearm zu sehen. Entstehungszeit oder Zeit des Abbaus der Brücke sind nicht bekannt. |                                        |
| | Scheffelstraßenbrücke, eigentlich Eldenaer Straßenbrücke | Friedrichshain (bedingt Lichtenberg) | Dieser Brückenname steht für die Eldenaer Straßenbrücke, allerdings sind beide Namen im Berliner Straßenverzeichnis aufgenommen dagegen ist nur der andere Name auf der Karte im Landeskartenwerk aufgenommen. Die Stahlbalkenbrücke führt über die Gleisanlagen von Ringbahn und Fernbahn, wobei zwischen beiden Gleisanlagen eine Rampe unter der Brücke liegt. Die Brücke gehört vollständig zu friedrichshain, wobei die Pankower Bezirksgrenze (Ortsteil Prenzlauer Berg) am Nordrand der Brücke verläuft. Die Ortsteilgrenze Friedrichshain/Lichtenberg liegt am Osthang des Bahngrabens. Die Scheffelstraße endet damit an der Brücke und führt westlich in der Eldenaer Straße zum ehemaligen Zentralviehhofgelände vom Bezirk Lichtenberg in den Bezirk Friedrichshain-Kreuzberg. Letztlich liegen die östlichen Widerlager in Lichtenberg. Die Brücke aus den 1920er Jahren wurde in den 1990er Jahren erneuert. Länge 82,5 m, Breite 22,2 m. | Karten                                 |
| | Schillingbrücke                                          | Friedrichshain/Mitte                 | Die Schillingbrücke bildet eine wichtige Straßenverbindung über die Spree. Die Ziegelgewölbebrücke liegt zwischen der Oberbaumbrücke und der Michaelbrücke, verlängert die Andreasstraße über die Spree und verbindet die Holzmarktstraße und die Köpenicker Straße, die jeweils parallel zur Spree verlaufen. Seit 1990 steht die Brücke unter Denkmalschutz. | Karten                                 |
| | Schinderbrücke                                           | Köpenick                             | Die Schinderbrücke führt die Hämmerlingstraße über die Wuhle. | Karten                                 |
| |                                                          | Mitte                                | auch Jerusalemer Brücke genannt, 1739 in Höhe des Hausvogteiplatzes gebaut |                                        |
| | Schirwindter Brücke                                      | Westend                              | Die Schirwindter Brücke führt die Schirwindter Allee über die Gleisanlagen der Eisenbahn und der S-Bahn. Die 1911 errichtete Straßenbrücke war bis 1936 namenlos. Die Konstruktion besteht aus Stahlbetonbalken von rund 20 Meter Länge, die aufgelegte Brückentafel ist 19,3 Meter breit. Direkt auf der Brücke gibt es einen Zugang zur S-Bahn-Station Pichelsberg. | Karten                                 |
| Schlesische Brücke, 1896 | Schlesische Brücke                                       | Kreuzberg                            | Die Brücke führt an der Oberschleuse über den Landwehrkanal zur Lohmühleninsel. Gemeinsam mit der benachbarten Oberen Freiarchenbrücke verbindet sie im Straßenzug Schlesische Straße/Vor dem Schlesischen Tor/Puschkinallee Kreuzberg mit Berlin-Alt-Treptow. Zwischen 1705 und 1894 standen hier am ehemaligen Schlesischen Tor bereits zwei Vorgängerbrücken. Die heutige eiserne Brücke mit verziertem gusseisernen Geländer wurde 1894/1896 entweder nach Plänen von Hermann Rohde und E. Saminski oder von Otto Stahn und F. Zander errichtet. Nach Beschädigung im Jahr 1945 erfolgte 1954 eine Instandsetzung. Ab 1961 war die Brücke aufgrund des Mauerbaus gesperrt, konnte aber 1987 rekonstruiert werden. Die Balkenbrücke hat eine Länge von 25 m, eine Stützweite von 22 m und ist 25 m breit. Sie steht wegen ihrer originalähnlichen Erhaltung unter Denkmalschutz. | Karten                                 |
| | Schleusenbrücke                                          | Mitte                                | Die Schleusenbrücke überspannt den westlichen Spreearm an der Spreeinsel und verbindet damit den Werderschen Markt mit dem Schloßplatz. Der Name der Brücke geht auf eine frühere an dieser Stelle vorhandene Schleuse und den Schleusengraben zurück. Sie steht unter Denkmalschutz. | Karten                                 |
| | Schloßalleebrücke, auch Schlossparkbrücke                | Französisch Buchholz                 | Die Schloßalleebrücke führt die Auf- und Abfahrt zur A 114 in der Nähe der Kreuzung Pasewalker Straße und Schloßallee über die Panke. | Karten                                 |
| | Schloßbrücke (Berlin-Charlottenburg)                     | Charlottenburg                       | Die Schloßbrücke ist eine stählerne Bogenbrücke über die Spree. Die heutige Konstruktion ist ein Bauwerk aus den Jahren 1926 bis 1928, nachdem bereits zur Zeit der Errichtung des Schlosses Charlottenburg Anfang des 18. Jahrhunderts ein erster Verkehrsweg über den Fluss gebaut worden war. Die Brücke steht unter Denkmalschutz. | Karten                                 |
| | Schloßbrücke (Berlin-Mitte)                              | Mitte                                | Die Schloßbrücke liegt am östlichen Ende der Prachtstraße Unter den Linden im Zentrum der Hauptstadt. Sie verbindet den Friedrichswerder mit der Spreeinsel. Die ehemals hölzerne Hundebrücke über die Spree wurde zwischen 1821 und 1824 nach einem Entwurf von Karl Friedrich Schinkel durch die steinerne Schloßbrücke ersetzt. Zeitweilig hieß sie Marx-Engels-Brücke. | Karten                                 |
| | Schlütersteg                                             | Mitte                                | Der Schlütersteg war eine Fußgängerbrücke in direkter südwestlicher Nachbarschaft zum Bahnhof Berlin Friedrichstraße. Er verband den Schiffbauerdamm am Nordufer mit der Neustädtischen Kirchstraße am Südufer. Die Brücke wurde nach einem Entwurf von Otto Stahn im Jahre 1890 fertiggestellt und nach dem Bildhauer und Architekten Andreas Schlüter benannt. Zum Ende des Zweiten Weltkriegs wurde sie zerstört und nie wieder aufgebaut. |                                        |
| | Schmargendorfer Brücke                                   | Wilmersdorf                          | Die Schmargendorfer Brücke führt die Mecklenburgische Straße über die Ringbahn. Von der Brücke bestehen direkte Zugänge zum S-Bahnhof Heidelberger Platz. | Karten                                 |
| | Schmöckwitzer Brücke                                     | Schmöckwitz                          | Die Schmöckwitzer Brücke führt die Wernsdorfer Straße südöstlich von Schmöckwitz über die Dahme. | Karten                                 |
| | Schmöckwitzwerdersteg                                    | Schmöckwitz                          | Der Schmöckwitzwerdersteig ist eine Fußgänger- und Radfahrerbrücke über den Oder-Spree-Kanal. Die erste Brücke wurde 2022/23 durch einen barrierefreien Neubau ersetzt. Ursprünglich verlief die Landstraße zwischen Schmöckwitz und Gosen etwas weiter westlich durch den Wald, und beim Bau des Kanals wurde am Stromkilometer 45,5 eine Straßenbrücke errichtet. Diese wurde im Zuge der Kampfhandlungen der Schlacht um Berlin zerstört und nicht wieder aufgebaut. Die Brückenwiderlager stehen noch am Kanalufer und der Verlauf der alten Straße ist insbesondere auf der Schmöckwitzer Seite anhand der breiteren Trasse im Wald erkennbar. | Karten                                 |
| | Schöneberger Brücke                                      | Kreuzberg                            | Die dreispurige Bogenbrücke führt die Schöneberger Straße am Mendelssohn-Bartholdy-Park über den Landwehrkanal und verbindet das Schöneberger/Tempelhofer Ufer mit dem Halleschen Ufer. Eine 1849 errichtete hölzerne Brücke hatte rund 50 Jahre Bestand. 1897/98 bauten Georg Pinkenburg und August Wilhelm Brandt am ehemaligen, 1852 angelegten Schöneberger Hafen eine Brücke aus Basaltlava. Nach deren Zerstörung im Zweiten Weltkrieg wurde sie 1953 durch eine Spannbetonbrücke mit einfachem Eisengeländer ersetzt. 1877 wurde auf der Brücke der Politiker Ernst Ludwig von Gerlach „umgefahren und starb […] an den schweren Verletzungen.“ | Karten                                 |
| | Schönerlinder Brücke                                     | Buch                                 | Die Schönerlinder-Weg-Brücke führt als Straßen- und Fußgängerbrücke den Schönerlinder Weg über die Panke. | Karten                                 |
| Schönfließer Brücke, 1913 | Schönfließer Brücke                                      | Prenzlauer Berg                      | Die Fußgängerbrücke verbindet die Sonnenburger Straße mit der Schönfließer Straße westlich des Bahnhofs Schönhauser Allee über den Graben der Ringbahn. Sie wurde 1912 von Alfred Grenander als großzügige Straßenbrücke erbaut, die sich „in das bürgerliche Jugendstilensemble der umliegenden Wohnbebauung einpasste.“ Im Januar 1945 durch eine Luftmine schwer beschädigt, wurde sie später abgetragen und durch eine provisorische 60 m lange Fußgängerbrücke auf eigenen Widerlagern ersetzt. Das Provisorium besteht nach einer Sanierung 1987 unvermindert fort. Straße und Brücke tragen den Namen des heute polnischen Bad Schönfließ. Das Bild zeigt die ehemalige Straßenbrücke im Jahr 1913. | Karten                                 |
| | Schönhauser Allee-Brücke                                 | Prenzlauer Berg                      | Straßenbrücke über die tieferliegenden Bahngleise der Berliner Ringbahn. | Karten                                 |
| | Schönholzer Brücke                                       | Niederschönhausen / Pankow           | Die Schönholzer Brücke führt die Schönholzer Straße über die Panke. | Karten                                 |
| |                                                          | Gesundbrunnen                        | Die Schönstedtstraßenbrücke führt die Schönstedtstraße über die Panke. An dieser Stelle wurde erstmals zu Beginn des 20. Jahrhunderts eine Brücke errichtet und nach der über sie führenden Straße benannt. Bei Verbreiterungsarbeiten des Flusses 1982 musste eine neue Brücke gebaut werden. Diese Brücke ist 8,5 Meter lang und besitzt eine 19,2 Meter breite Rippenplatte aus Eisenbeton. Das frühere Geländer wurde wieder verwendet. | Karten                                 |
| | Schönwalder Straßenbrücke                                | Gesundbrunnen                        | führt die Schönwalder Straße über die Panke | Karten                                 |
| | Schulenburgbrücke                                        | Wilhelmstadt                         | Die Schulenburgbrücke ist eine stählerne Fachwerk-Bogenbrücke über die Havel im Bezirk Spandau. Sie verbindet die Schulenburgstraße und Weißenburger Straße. Die denkmalgeschützte Brücke wurde zwischen 1907 und 1909 erbaut. | Karten                                 |
| | Schulzendorferstraßenbrücke                              | Gesundbrunnen                        | Die Schulzendorferstraßenbrücke führt die Schulzendorfer Straße über die Panke. Es handelt sich weitestgehend um den Erstbau aus gemauerten Ziegelsteinen, der allerdings mehrfach ausgebessert werden musste. Die Brücke wurde vor 1925 errichtet. | Karten                                 |
| | Schwanenwerderbrücke                                     | Nikolassee                           | Die Brücke verbindet den Wannseebadweg mit der Inselstraße auf Schwanenwerder. | Karten                                 |
| | Schwarzbacher Brücke                                     | Grunewald                            | Die Schwarzbacher Brücke überbrückt die A 100 und stellt eine Verbindung zwischen der Schwarzbacher und der Auguste-Viktoria-Straße her. | Karten                                 |
| | Schwedter Steg                                           | Prenzlauer Berg                      | Fußgänger- und Radfahrerbrücke, 1997/98 errichtet. Beginnt auf der Behmstraßenbrücke und ist ein Teilstück des Berlin-Usedomer Radfernwegs. Sie besteht aus elf Feldern mit zwei Bogentragwerken und überspannt den Eisenbahn-Nordring und die S-Bahn von der Schönhauser Allee zur Bornholmer Straße. Länge circa 217 m | Karten                                 |
| | Seehofstraßenbrücke                                      | Zehlendorf                           | Die Seehofstraßenbrücke führt die Seehofstraße über die Stammbahn. | Karten                                 |
| | Seelgrabenbrücke                                         | Marzahn                              | Die genannte Brücke führt die Straße Nordring über den Seelgraben. Sie besteht aus modernen Elementen, ist etwa 52 m lang, 15 m breit und besitzt neben zwei Fahrbahnen beiderseits Fuß- und Radwege. | Karten                                 |
| | Sellheimbrücke                                           | Blankenburg                          | Die Sellheimbrücke führt die Blankenburger Chaussee über Gleisanlagen der Deutschen Bahn; sie verbindet die Berliner Ortsteile Blankenburg und Karow. Die Stahlbeton-Plattenbrücke wurde 1958 errichtet. Im Rahmen der Infrastrukturmaßnahme i2030 soll die Brücke neu gebaut werden. | Karten                                 |
| | Sellerbrücke                                             | Wedding                              | Die Sellerbrücke ist eine Fußgänger- und Radfahrerbrücke über den Schönhauser Graben, den Mündungsarm der Panke, unmittelbar vor der Mündung in den Nordhafen. | Karten                                 |
| | Sewanstraßenbrücke                                       | Friedrichsfelde                      | Die ganz unauffällig in den Verlauf der Sewanstraße eingefügte Brücke überspannt den Kraatz-Tränke-Graben. Das Stahlbeton-Bauwerk ist 24,30 m breit und mehr als 30 m lang. | Karten                                 |
| | Sickingenbrücke                                          | Moabit / Charlottenburg              | Die Sickingenbrücke führt den Straßenzug Gaußstraße/Sickingenstraße über den Charlottenburger Verbindungskanal. | Karten                                 |
| | Siebenendenwegbrücke                                     | Zehlendorf                           | Die Siebenendenwegbrücke führt den Siebenendenweg über die im Einschnitt verlaufende Trasse der U-Bahn-Linie U3. | Karten                                 |
| Siemensbrücke im Jahr 2009 | Siemensbrücke                                            | Lankwitz                             | Die Siemensbrücke ist eine stählerne Balkenbrücke. Erbaut wurde sie in dieser Form in den Jahren 1956/57. Sie führt die Siemensstraße über den Teltowkanal am Kilometer 19,73 zwischen Steglitz und Lankwitz. | Karten                                 |
| | Siemenssteg                                              | Charlottenburg                       | Der Siemenssteg ist eine Fußgängerbrücke zur Überquerung der Spree von Alt-Lietzow zum Kraftwerk Charlottenburg. Es handelt sich um eine 77 Meter lange und 3,50 Meter breite Bogenbrücke in Metallkonstruktion. An den Brückenköpfen befinden sich je zwei 10 Meter hohe Sandsteinpylone. Etwa 180 Meter spreeaufwärts befindet sich die parallel verlaufende Röntgenbrücke. | Karten                                 |
| Sieversbrücke 2009 | Sieversbrücke                                            | Lankwitz                             | Die Sieversbrücke ist eine Straßenbrücke über den Teltowkanal am Kilometer 20,74 in unmittelbarer Nähe des Hafens Lankwitz. Erbaut wurde sie 1955 als Balkenbrücke aus Beton. Die Bauform der Brücke wird auch als Voutenbrücke bezeichnet. Auf der Brücke treffen sich in Nord-Süd-Richtung die Attilastraße mit der aus Lankwitz kommenden Kaiser-Wilhelm-Straße. Sie trägt den Namen des Regierungs- und Baurats Hermann Sievers (1854–1930), leitender Direktor der Teltowkanal-Gesellschaft. | Karten                                 |
| | Simsonbrücke                                             | Mitte                                | 1787/88 entstand anstelle einer Holzbrücke, die das Kerngebiet Berlins über den Königsgraben hinweg mit dem Schloss Monbijou und der Spandauer Vorstadt verband, eine steinerne Gewölbebrücke. Sie wurde zuweilen Simsonbrücke, meist aber Alte Friedrichsbrücke oder Herkulesbrücke genannt. Das Bauwerk, 26 m lang und 11,50 m breit, wurde 1890 abgebrochen. Der Königsgraben wurde zugeschüttet. | Karten                                 |
| | Skandinavische Brücke                                    | Rummelsburg                          | Die Brücke ist die östliche Fortsetzung der Lichtenberger Brücke und von dieser etwa 40 Meter entfernt. Sie führt die Frankfurter Allee als Teilstück der Bundesstraßen 1 und 5 über die in den 1970er Jahren neu angelegte Straßenverbindung Skandinavische Straße – Weitlingstraße. Bei den umfangreichen Sanierungsarbeiten der Lichtenberger Brücke in den 1990er Jahren wurde auch dieses Bauwerk erneuert. Die Brücke ist 34 Meter lang und etwa 50 Meter breit und trägt beidseitig breite Fußstege. | Karten                                 |
| | Soldiner Brücke                                          | Gesundbrunnen                        | Die Soldiner Brücke führt die Soldiner Straße über die Panke und schließt an die Stockholmer Straße an, die parallel zur Panke verläuft. Sie ist die älteste Pankebrücke auf Berliner Gebiet. Die Bogenbrücke wurde mit einfachem Stichbogengewölbe aus Ziegelsteinen 1875/76 erbaut. Das Originalgeländer ist nicht erhalten. Ihre Länge beträgt rund 28 Meter, die Breite rund 19 Meter und die Spannweite 7,50 Meter. Sie trägt wie die Straße den Namen der ehemaligen Hauptstadt der Neumark Soldin, heute Myślibórz in Polen. | Karten                                 |
| | Sonnenbrücke (Berlin)                                    | Neukölln                             | Die Balkenbrücke aus den Jahren 1975/78 führt die Sonnenallee über den Neuköllner Schiffahrtskanal. Das Vorgängerbauwerk, die Kaiser-Friedrich-Straßenbrücke, wurde 1914 errichtet. Am 11. Mai 1938 wurde der Straßenzug aus Sonnenallee und Kaiser-Friedrich-Straße nach Hitlers Geburtsort in Braunauer Straße umbenannt; die Änderung der Namen des Bahnhofs Kaiser-Friedrich-Straße (heute S-Bahnhof Sonnenallee) und der Kaiser-Friedrich-Straßenbrücke folgten jedoch erst am 1. Oktober 1939. Die Brücke hieß nun Braunauer Brücke. Der S-Bahnhof Sonnenallee liegt südwestlich der Brücke; nordöstlich befindet sich das Estrel, Deutschlands Hotel mit den meisten Zimmern und eigener Anlegestelle an der Kanalbrücke (im Bild rechts). | Karten                                 |
| | Spandauer-Damm-Brücke                                    | Charlottenburg / Westend             | Die Spandauer-Damm-Brücke, 1963 als eine der ersten Spannbetonbrücken erbaut, führt den Spandauer Damm über die Stadtautobahn A 100 und die Gleisanlagen der Ringbahn. Sie ist 115 m lang. Von der Brücke bestehen direkte Zugänge zum S-Bahnhof Westend. Im Jahr 2002 wurde festgestellt, dass die Konstruktion marode ist und komplett erneuert werden muss. Das geschah in mehreren Etappen und kostete 36 Millionen Euro, die je zur Hälfte vom Bundesverkehrsministerium und dem Berliner Senat bezahlt wurden. Die Brücke wurde 2005/2006 komplett neu gebaut. Die endgültige Fertigstellung mit neuer Verkehrsfreigabe erfolgte wegen des frühen Winterbeginns nicht bereits im Dezember 2010, sondern am 28. März 2011. | Karten                                 |
| | Spandauer Schleusensteg                                  | Berlin-Spandau                       | Der Schleusensteg, mit einer Länge von etwa 15 Metern bei einer Breite von rund 3,60 Meter verbindet das westliche Havelufer (Straße Behnitz Ecke Möllentordamm) mit der Schleuseninsel, auf dem ein Schleusenwärterhäuschen steht. Der Steg ist nicht öffentlich zugängig. | Karten                                 |
| | Spandauer-See-Brücke                                     | Hakenfelde / Haselhorst              | Die Spandauer-See-Brücke ist eine wichtige Straßenbrücke über die Havel. Gebaut wurde sie als Balkenbrücke aus Stahl in den Jahren 1995/97. Sie ist 302,5 Meter lang, die Balken werden durch acht regelmäßig angeordnete Pfeilerpaare abgefangen, die einen großzügigen quadratischen Grundriss aufweisen und mit dunkelroten Klinkern verkleidet sind. | Karten                                 |
| | Spanische-Allee-Brücke                                   | Nikolassee                           | Die Spanische-Allee-Brücke, im Volksmund nur als Spinnerbrücke bekannt, führt die Spanische Allee über die AVUS. | Karten                                 |
| | Sparwaldsbrücke                                          | Alt-Berlin                           | Wohnadresse und Brücke, nicht mehr vorhanden |                                        |
| Späthstraßenbrücke im Jahr 2009 · Späthstraßenbrücke im Jahr 2009                                                                        | Späthstraßenbrücke (siehe auch: Neue Späthbrücke)        | Britz                                | Die Brücke führt über den Teltowkanal am Kilometer 29,24. Das Bauwerk wurde mit der Anlage des Kanals als genietete Fachwerkbrücke aus Stahl errichtet und 1906 eröffnet. Ihre Spannweite beträgt 36,96 m. Die 48,56 m lange Brücke ist die einzige Teltowkanalbrücke, die 1945 von der deutschen Wehrmacht nicht gesprengt wurde und damit die einzige weitgehend im Ursprungszustand erhaltene Brücke über die Wasserstraße. Die denkmalgeschützte Brücke führte die alte Späthstraße (heute: Neue Späthstraße) über den Kanal und verband die Ortsteile Britz und Baumschulenweg. Nach der Teilung Berlins wurde die Verbindung unterbrochen und die Fahrbahnplatte demontiert. Nach der Maueröffnung, 1992 wurde sie wieder instand gesetzt. Mit dem Bau der A 113 verlor sie ihre Funktion und 2002 durch die Neue Späthbrücke ersetzt. Die Brücke ist seitdem mit Stacheldraht abgesperrt, also auch nicht für Fußgänger passierbar. Von Westen führt die Neue Späthstraße bis zu dem Bauwerk, auf der Ostseite fehlt jede Anbindung. Die Brücken wurden benannt nach Franz Späth, der dem Ortsteil Baumschulenweg mit dem Bau der ersten Pflasterstraßen, der Haltestelle der Görlitzer-Bahn (1891), dem Anschluss zur Ringbahn nach Neukölln und der Ansiedlung der Späthschen Baumschule entscheidende Entwicklungsimpulse gab. | Karten                                 |
| | Spektebrücke                                             | Falkenhagener Feld                   | s. dazu „Brücke Am Kiesteich“ | Karten                                 |
| | Spektelakebrücke                                         | Falkenhagener Feld                   | Die Spektelakebrücke ist eine hölzerne Fußgängerbrücke an einer Engstelle zwischen dem Nord- und Ostteil der (gekrümmten) Spektelake. Sie verkürzt die Verbindung zwischen dem Staakener Siedlungsgebiet in Albrechtshof vom Finkenkruger Weg und der „Siemens-Spekte-Siedlung“ (Stadtrandsiedlung II) in Falkenhagener Feld. Die Brücke ist 40 Meter lang und 3 Meter breit und leicht gekrümmt im Verlauf. | Karten                                 |
| Spennrathbrücke | Spennrathbrücke                                          | Moabit                               | Die Spennrathbrücke führt über den etwa 250 Meter langen Westhafen-Verbindungskanal zwischen dem Berlin-Spandauer Schifffahrtskanal und dem Westhafen. Sie ist die nördlichste von drei parallelen Brücken. Benannt ist sie nach Friedrich Spennrath, von 1949 bis 1955 AEG-Vorstandsvorsitzender. Die Brücke wurde in den Jahren 2011/2012 durch die Firma Krebs und Kiefer im Auftrag des Senats von Berlin grundinstandgesetzt. | Karten                                 |
| | (Spittelbrücke) siehe Spittelkolonnaden                  | Mitte                                | Diese Brücke ist ein Vorläufer der heutigen Spittelkolonnaden, jedoch kein Verkehrsbauwerk. Sie wurde 1738 errichtet und 1776 durch einen steinernen Neubau ersetzt. | –                                      |
| | Sportforumbrücke                                         | Westend                              | Die Sportforumbrücke führt die Sportforumstraße über den Rossitter Weg. | Karten                                 |
| | Spreegassenbrücke                                        | Mitte                                | siehe Jungfernbrücke |                                        |
| | Springpfuhlbrücke                                        | Marzahn                              | Die Fußgängerbrücke verbindet zwei Teile des Springpfuhls im Springpfuhlpark. | Karten                                 |
| | St. Josefs-Steg                                          | Tegel                                | Die 26 m lange Fußgängerbrücke führt über das Tegeler Fließ in nördlicher Verlängerung des Tituswegs. Das Bauwerk wurde 1968 eingeweiht, in den Jahren 2013 erfolgte eine Sanierung der Geländer. | Karten                                 |
| | Stadthausbrücke                                          | Rummelsburg                          | Die Brücke trägt eine mehrgleisige Bahnanlage über die Stadthausstraße im Gebiet Victoriastadt. Sie wurde zwischen 1900 und 1903 im Zuge der Ausbauarbeiten der durch Berlin verlaufenden Eisenbahnlinien von der Firma Brass & Hertslet mit Hartungschen Säulen errichtet. In den späten 1990er Jahren erfolgten umfangreiche Sanierungsarbeiten, bei denen die historischen Säulen ausgetauscht und zu einem Technikdenkmal direkt neben der Brücke zusammengestellt wurden (siehe Foto). Die Brücke ist 19 Meter lang und etwa 18 Meter breit. | Karten                                 |
| | Steglitzer-Damm-Brücke                                   | Steglitz                             | Die Steglitzer-Damm-Brücke führt den Steglitzer Damm über die Anhalter Bahn. | Karten                                 |
| Gustav-Borgmann-Brücke 1906 | Stelling-Janitzky-Brücke                                 | Adlershof / Grünau                   | Die Stelling-Janitzky-Brücke wurde 1963 als Balkenbrücke aus Stahl über den Teltowkanal am Kilometer 36,41 der künstlichen Wasserstraße gebaut. Sie führt das Adlergestell (B 96a) über den Kanal. Sie ist benannt nach Johannes Stelling und Erich Janitzky, zwei Opfern der nationalsozialistischen Köpenicker Blutwoche. Zum Gedenken an die beiden Widerstandskämpfer befindet sich eine Gedenktafel im Brückengeländer. Vorgängerbrücke war die Gustav-Borgmann-Brücke von 1906 (im Bild), benannt nach Gustav Borgmann, einem ehemaligen Bürgermeister von Köpenick. | Karten                                 |
| | Stendaler Brücke                                         | Hellersdorf                          | Die Stendaler Brücke führt den Straßenzug Stendaler Straße/Riesaer Straße über die im Einschnitt verlaufende Trasse der U-Bahn-Linie U5. Von der Brücke besteht ein Zugang zum U-Bahnhof Hellersdorf. | Karten                                 |
| | Stephanbrücke                                            | Spandau                              | über den Mühlengraben | Karten                                 |
| | St. Gertraudenbrücke                                     | Mitte                                | Die St. Gertraudenbrücke ist seit 1977 nur noch eine Fußgängerbrücke über den Spreekanal. Sie verläuft parallel zur 1977 fertiggestellten mehrspurigen (neuen) Gertraudenbrücke. Beide Bauwerke werden als Doppelbrücke dargestellt. Details siehe →Gertraudenbrücke |                                        |
| | Stößenseebrücke                                          | Wilhelmstadt                         | Die Stößenseebrücke ist eine Stahl-Fachwerkbrücke über den Stößensee und die Havelchaussee im Bezirk Spandau. Die denkmalgeschützte Brücke aus den Jahren 1908/1909 ist ein Teil der Heerstraße (Bundesstraße 2/5) und verbindet Wilhelmstadt mit dem Charlottenburg-Wilmersdorfer Westend. Sie geht auf Planungen des Bauingenieurs Karl Bernhard zurück. | Karten                                 |
| | Stralauer Brücke                                         |                                      | siehe Elsenbrücke |                                        |
| | Strauchwiesenbrücke                                      | Niederschönhausen                    | Die Strauchwiesenbrücke ist eine Fußgängerbrücke über die Panke im Verlauf eines Fußweges zwischen der Schloßallee und der Galenusstraße. | Karten                                 |
| | Stubenrauchbrücke                                        | Tempelhof                            | Beide Berliner Stubenrauchbrücken tragen den Namen Ernst von Stubenrauchs, Teltower Landrat und Erbauer des Teltowkanals. Die Tempelhofer Brücke ist eine Balkenbrücke aus Spannbeton und überquert den Teltowkanal am Hafen Tempelhof und am Ullsteinhaus. Der nördliche Teil der Straßenbrücke gehört zum Tempelhofer Damm, der südliche zum Mariendorfer Damm. Die im Zweiten Weltkrieg zerstörte Brücke wurde 1950 wiederaufgebaut; die heutige Ausführung stammt aus den Jahren 1961/1964. | Karten 52.453708333333 13.384322222222 |
| | Stubenrauchbrücke                                        | Niederschöneweide / Oberschöneweide  | Die Treptower Stubenrauchbrücke verbindet die beiderseits der Spree gelegenen Ortsteile Oberschöneweide und Niederschöneweide im Bezirk Treptow-Köpenick. Es ist eine dreibogige Eisenfachwerkbrücke aus dem Jahr 1908. Genaugenommen sind es seit den 1990er Jahren zwei nebeneinander liegende Brücken, die den Autoverkehr und den Fußgängerverkehr aufnehmen. |                                        |
| Stufenbücke im Jahr 2009 | Stufenbrücke                                             | Tiergarten                           | Die Stufenbrücke ist eine 10,70 m lange und 3,36 m breite Fußgängerbrücke im Großen Tiergarten. Die stählerne Bogenbrücke führt im mittleren Bereich des Parks, südlich der Straße des 17. Juni und östlich der Rousseauinsel, einen Weg über einen Wasserlauf. Ihr Baujahr ist unbekannt. Sie wurde zwischen 1988 und 1992 „mit erheblichem konservatorischem Aufwand restauriert“. Ihren Namen trägt sie nach je zwei Stufen zu beiden Brückenseiten. | Karten                                 |
| Südliche Blumberger-Damm-Brücke (Vordergrund), Zustand 2011                                                                              | Südliche Blumberger Damm-Brücke                          | Biesdorf                             | Die Straßenbrücke führt den an der Straße Alt-Biesdorf beginnenden mehrstreifigen Blumberger Damm über mehrere Bahngleise der Preußischen Ostbahn und der Berliner S-Bahn. Nördlich hinter der Brücke geht die Altentreptower Straße ab und erschließt das Neubaugebiet in Hellersdorf verkehrstechnisch. Die im Jahr 1987 aus Fertigelementen errichtete Brücke ist 34,3 Meter lang, 23,3 Meter breit und enthält beidseitig Fuß- und Radwege. Zu Beginn der 20202er Jahre begann eine komplette Erneuerung des Bauwerks, das dann stützenfrei sein soll. | Karten                                 |
| Bild gesucht Die Wikipedia wünscht sich an dieser Stelle ein Bild. Falls du dabei helfen möchtest, erklärt die Anleitung , wie das geht. | Südliche Freiarmbrücke                                   | Köpenick                             | Die Freiarmbrücke besteht aus zwei baulich getrennten Überbauten, der nördlichen Freiarmbrücke und der südlichen, etwa 13 Meter langen Freiarmbrücke, 1983 errichtet. Das südliche Brückenelement wurde 2012 komplett erneuert. Gemeinsam überführen sie den Fürstenwalder Damm über das Neuenhagener Mühlenfließ (Erpe). | Karten                                 |
| Bild gesucht Die Wikipedia wünscht sich an dieser Stelle ein Bild. Falls du dabei helfen möchtest, erklärt die Anleitung , wie das geht. | Südliche Germanenstraßenbrücke                           | Köpenick                             | In historischen Karten ist eine Straßenbrücke über den Güteraußenring zu sehen, die wohl die südliche Germanenstraßenbrücke gewesen sein könnte und damit das Namenspendant zur Nördlichen Germanenstraßenbrücke. | Karten                                 |
| Nördlicher Widerlager der alten Brücke, 2016                                                                                             | Südliche Rhinstraßenbrücke                               | Marzahn                              | Die Brücke führt die Rhinstraße über Gleisanlagen der S-Bahn und der Fernbahn. Sie besitzt an ihrem südwestlichen Ende einen direkten Zugang (Bahnhofeingang im Bild) zum darunter liegenden S-Bahnhof Friedrichsfelde Ost. Bei den umfangreichen Sanierungsarbeiten der Rhinstraße wurde auch dieses aus zwei parallelen Fahrbahnen bestehende Bauwerk erneuert. Die Brücke ist 45 Meter lang und etwa 37,5 Meter breit. | Karten                                 |
| | Südliche Seestraßenbrücke                                | Moabit                               | Die Südliche Seestraßenbrücke führt über den etwa 250 Meter langen Westhafen-Verbindungskanal zwischen dem Berlin-Spandauer Schifffahrtskanal und dem Westhafen. Sie ist die südlichste von drei parallelen Brücken. Gebaut wurde sie als Bogenbrücke aus Beton mit unter der Fahrbahn liegendem Bogen. Die Brücke wird als Straßenbrücke nicht mehr genutzt. Fußgänger und Radfahrer dürfen sie passieren. | Karten                                 |
| | Südostalleebrücke                                        | Baumschulenweg                       | Die Südostalleebrücke führt die Südostallee über den Britzer Verbindungskanal. Erbaut wurde sie 1999 als stählerne Stabbogenbrücke mit nur einem obenliegenden Bogen. | Karten                                 |
| | Sundgauer Brücke                                         | Zehlendorf                           | Die Sundgauer Brücke führt die Sundgauer Straße über die Stammbahn. Von der Brücke besteht mittels eines Aufzugs Zugang zum S-Bahnhof Sundgauer Straße. | Karten                                 |
| | Swinemünder Brücke                                       | Gesundbrunnen                        | Die Swinemünder Brücke wurde 1902–1905 nach Plänen des Architekten Bruno Möhring und des Ingenieurs Friedrich Krause erbaut. Die 228 Meter lange genietete Stahl-Fachwerkkonstruktion überspannt die Gleisanlagen östlich des Bahnhofs Gesundbrunnen auf zwei gemauerten Pfeilern, über denen sich 17 Meter hohe Portalpfosten erheben. | Karten                                 |